# Dom Wędlikowskich

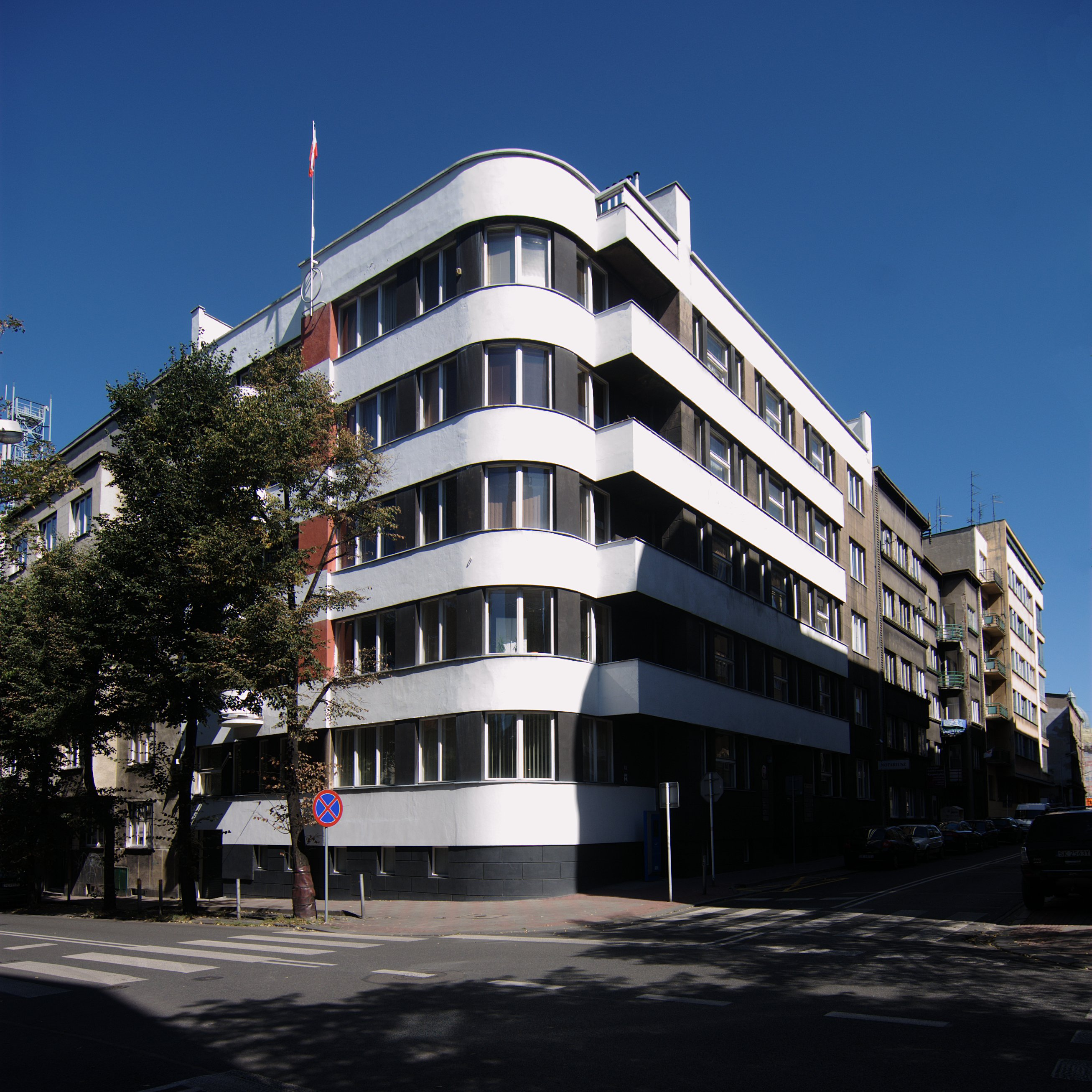
Ansicht von Südwesten, 2013

Dom Wędlikowskich bezeichnet ein Wohn- und Geschäftshaus in Katowice (deutsch Kattowitz, Woiwodschaft Schlesien) in Polen. Es wurde von 1937 bis 1939 im Stil der Moderne für das Ehepaar Wędlikowscy errichtet und steht seit 2005 unter Denkmalschutz.
Das fünfgeschossige Eckhaus steht im Südwesten des Stadtbezirks Śródmieście (Innenstadt) an der Ulica PCK 10. Architekt war Stanisław Gruszka. Das Gebäude gehört zu einem Ensemble ähnlicher Häuser und wurde am 30. November 2005 unter der Nummer A/162/05 in das nationale Verzeichnis der Baudenkmäler der Woiwodschaft Schlesien aufgenommen.